# Calacalles droueti
Calacalles droueti (Crotch, 1867) é uma espécie de gorgulhos da família Curculionidae, endémico nos Açores, onde ocorre nas ilhas Flores, Faial e Pico. A espécie surge exclusivamente associado a Euphorbia stygiana. Nos últimos anos foi apenas encontrada nas ilhas do Pico (Lagoa do Caiado) e Faial (Caldeira do Faial).